# Пайл, Джон Говард
Джон Говард Пайл (англ. John Howard Pyle; 25 марта 1906, Шеридан, Вайоминг — 29 ноября 1987, Темпе, Аризона) — американский политик, 9-й губернатор Аризоны.

## Биография
Джон Говард Пайл родился 25 марта 1906 года в Шеридане, штат Вайоминг. В 1930 году он окончил Университет штата Аризона, где был членом братства Lambda Chi Alpha. Позже Пайл также стал почётным доктором права университета Редлендса в 1950 году, колледжа Чепмен в 1953 году, университета штата Аризона в 1954 году, колледжа Лебанона в 1956 году и университета Брэдли в 1957 году.
В 1930—1951 годах Пайл был ведущим и руководителем радио KFAD (ныне KTAR) в Финиксе, штат Аризона. Во время Второй мировой войны он был военным корреспондентом и освещал церемонию подписания акта о капитуляции Японии.
7 ноября 1950 года Пайл был избран губернатором Аризоны, и приведён к присяге 1 января 1951 года. В 1952 году он был переизбран на второй срок. Во время губернаторства Пайла была создана Комиссия по подземным водам, учреждён Совет по развитию Аризоны и принят закон о гражданской обороне. Кроме того, президент Гарри Трумэн подписал поправку к акту, предоставляющему Аризоне статус штата, которая позволила сдавать в долгосрочную аренду земли штата под строительство газопроводов. Пайлу не удалось переизбраться на третий срок, и он покинул свой пост 3 января 1955 года.
После отставки Пайл переехал в Вашингтон, где стал помощником президента Эйзенхауэра и занимал эту должность до 1959 года. Затем он был назначен председателем Национального совета по безопасности, и служил на этом посту 15 лет.
Джон Говард Пайл умер 29 ноября 1987 года.